# Sericomyrmex lutzi
Sericomyrmex lutzi är en myrart som beskrevs av Wheeler 1916. Sericomyrmex lutzi ingår i släktet Sericomyrmex och familjen myror. Inga underarter finns listade i Catalogue of Life.